# Sovjetska zveza
Zveza sovjetskih socialističnih republik (ZSSR ali Sovjetska zveza; rusko Сою́з Сове́тских Социалисти́ческих Респу́блик, latinizirano: Sojuz sovjetskih socialističeskih respublik) je bila formalna zveza (federacija) socialističnih republik, ki je obstajala od leta 1922 do leta 1991. Ime »sovjetska« je prevzela od že ustanovljenih »sovjetskih« republik na njenem ozemlju oz. ozemlju nekdanjega ruskega imperija, ki so imele za svoj »demokratični« temelj sovjete (svete) delavskih, kmečkih in vojaških deputatov (delegatov/odposlancev). Institucija »sovjetov« različnih ravni kot zakonodajnih organov je postala formalnopravni temelj legitimnosti oblasti v Sovjetski Rusiji oz. Sovjetski zvezi, sprva v obliki kongresov sovjetov, ki so jih volili nižji sovjeti, ti pa izvršilne odbore/komiteje sovjetov po upravnih in federalnih enotah, po »stalinski« ustavi, sprejeti leta 1936, pa se je z neposrednimi volitvami sovjetov vseh ravni ureditev približala parlamentarnemu sistemu, s to razliko, da je imela večino deputatov v njih edina dovoljena politična stranka, Komunistična partija Sovjetske zveze, ki je narekovala politično ureditev države in zagotavljala tudi njeno centralizirano upravljanje, kar se je odražalo v njeni asimetrični organiziranosti (za razliko od državnih organov), saj je bil njen centralni komite v Moskvi neposredno nadrejen tako republiškim centralnim komitejem na periferiji SZ, kot tudi regionalnim partijskim organizacijam na ozemlju Ruske FSR.
Seznam članic Sovjetske zveze se je s časom spreminjal oz. večinoma večal do leta 1940, ko jo je sestavljalo 16 »zveznih« republik; od leta 1956 pa samo še 15 sovjetskih socialističnih republik (SSR). Ruska federacija (s kratico RSFSR) je bila v ZSSR daleč največja članica oz. republika in je prevladovala v skoraj vseh pogledih: po geografskem položaju, površini, prebivalstvu, gospodarstvu in političnem vplivu. Spreminjal (v glavnem večal) se je tudi obseg ozemlja Sovjetske zveze in je tik pred oz. po drugi svetovni vojni približno sovpadal z ozemljem carske Rusije brez Poljske in Finske.
Čeprav je bila Sovjetska zveza organizirana kot zveza držav oziroma republik, so bili konstitutivni narodi oziroma narodne manjšine, organizirane v republike in avtonomije različnih stopenj, dejansko omejene bolj ali manj le na kulturno oziroma folklorno sfero, saj je ruski jezik absolutno prevladoval v večini sfer javnega življenja na ozemlju celotne države.

## Upravna razdelitev
Glavni članek: Republike Sovjetske zveze
V zadnjih desetletjih njenega obstoja je Sovjetsko zvezo sestavljalo 15 sovjetskih socialističnih republik (SSR). Z razpadom so vse postale neodvisne države, nekatere med njimi pa so ostale povezane v ohlapni zvezi, imenovani Skupnost neodvisnih držav.
| Sovjetska republika | Neodvisna država |
| ------------------- | ---------------- |
| Armenska SSR        | Armenija         |
| Azerbajdžanska SSR  | Azerbajdžan      |
| Beloruska SSR       | Belorusija       |
| Estonska SSR        | Estonija         |
| Gruzinska SSR       | Gruzija          |
| Kazaška SSR         | Kazahstan        |
| Kirgiška SSR        | Kirgizistan      |
| Latvijska SSR       | Latvija          |
| Litovska SSR        | Litva            |
| Moldavska SSR       | Moldavija        |
| Ruska SFSR          | Rusija           |
| Tadžiška SSR        | Tadžikistan      |
| Turkmenska SSR      | Turkmenistan     |
| Ukrajinska SSR      | Ukrajina         |
| Uzbeška SSR         | Uzbekistan       |

## Zgodovina
Sovjetsko zvezo v večini primerov obravnavamo kakor naslednico Ruskega imperija. Med prvo svetovno vojno so zaradi slabih razmer izbruhnili nemiri, in marca leta 1917 so se delavci Petrograda uprli in prisili carja Nikolaja II. k abdikaciji. Oblast je prevzela začasna vlada Georgija Lvova ter Aleksandra Kerenskega, ki so jo z oktobrsko revolucijo istega leta razpustili boljševiki pod vodstvom Vladimirja Lenina. Boljševiki so si prizadevali za izstop iz vojne, odvzem zemlje veleposestnikom in predaja zemlje kmetom in tovarn delavcem. V letih 1917 do 1922 je bila poglavitna (osrednja) predhodnica Sovjetske zveze Ruska sovjetska federativna socialistična republika (RSFSR), ki je bila, tako kot druge republike oz. deli nekdanjega ruskega imperija/države, med rusko državljansko vojno pretežno neodvisna. Sovjetska zveza (Zveza sovjetskih socialističnih republik) je bila uradno ustanovljena konec decembra leta 1922 z združitvijo RSFSR (znane tudi kot Boljševiška Rusija), Ukrajinske SSR, Beloruske SSR in Transkavkaške (Zakavkaške) sovjetske federativne Republike (ZSFSR) pod vladavino boljševikov (Komunistične partije) z upoaštevanjem načela samoodločbe narodov oz. njihove enakopravnosti.
Od prvotnih štirih do šestih članic ZSSR oz. 'zveznih' republik (če štejemo kot posamezne republike Zakavkaške SSR – Gruzijo, Armenijo in Azerbajdžan, ki so postale same polnopravne članice ZSSR z razformiranjem ZSFSR leta 1936), se je njihovo število povečalo s postopnim nacionalnim razmejevanjem v Srednji Aziji, ki je večino ozemlja Turkestanske ASSR v okviru RSFSR (skupaj z ozemlji Hive in Buhare) že leta 1924 razdelilo na dve SSR: Tukmen(istan)sko in Uzbekistansko (Uzbeško SSR), leta 1929 se je izločila iz slednje še Tadžikistanska-Tadžiška (A)SSR, 1936 pa sta postali 'samostojni' še Kazahstanska (Kazaška) (A)SSR in Kirgiška (Kirgizistanska) (A)SSR, tako da je imela ZSSR tega leta že 11 članic. S širjenjem ozemelj proti zahodu po sporazumu o delitvi interesnih sfer 1939 so postale leta 1940 članice še naslednje SSR: Karelo-Finska SSR (ta je bila leta 1956 kot edina "polnopravna" sovjetska republika 'degradirana' nazaj v Karelsko ASSR v okviru RSFSR), Estonska, Latvijska, Litovska (v Pribaltiku) in Moldavska SSR (v Besarabiji). Taka razdelitev na sovjetske republike je trajala do njenega razpada leta 1991, ko se je dotedanja "fasadna" federacija razletela na njene sestavne dele, ki so takrat postale neodvisne države.